# Schultzea beta
Schultzea beta är en fiskart som först beskrevs av Samuel Frederick Hildebrand, 1940.  Schultzea beta ingår i släktet Schultzea och familjen havsabborrfiskar. Inga underarter finns listade i Catalogue of Life.